# Bob Saget
Robert Lane "Bob" Saget (Philadelphia, Pennsylvania, 1956. május 17. – 2022. január 9.) amerikai stand-upos, humorista, színész és műsorvezető.
Leginkább a Bír-lak című szituációs komédiából és az Amerika legviccesebb házi videói című vicces realityből ismert. Továbbá ő az Így jártam anyátokkal című sitcomban Ted Mosby eredeti hangja 2030-ban. 2014-es stand up-albuma, a "That's What I'm Talking About" Grammy-díjra lett jelölve.

## Pályafutása
Apja, Benjamin szupermarket-igazgató volt, anyja, Rosalyn pedig kórházi adminisztrátor. Saget Norfolkban, majd Encinóban élt, mielőtt visszaköltözött Philadelphiába. Eredetileg orvos szeretett volna lenni, de angoltanára meglátta benne a lehetőséget, és azt javasolta neki, hogy próbáljon meg színészként elhelyezkedni.
A Temple Egyetemre jelentkezett, ahol leforgatta vizsgamunkaként első kisfilmjét, a Through Adam's Eyes-t, mely egy archelyreállító műtéten áteső fiúról szólt. A film Student Academy-díjat kapott. 1978-ban végzett alapszakon, mesterképzését ugyan megkezdte a Dél-Kaliforniai Egyetemen, de néhány nap után abbahagyta. Ebben szerepet játszott az is, hogy váratlanul beteg lett, és ki kellett műteni már elhalásnak indult vakbelét.
Első szerepét a CBS The Morning Program című műsorában kapta. 1987-ben osztották rá Saget Danny Tanner szerepét a Bír-lak című szituációs komédiában, mely hatalmas sikert aratott. 1989-ben ő lett az Amerika legviccesebb házi videói című műsor házigazdája, egészen 1997-ig. Az 1990-es évek elején a két sorozaton egyszerre dolgozott, majd 2009-ben egy adás erejéig visszatért az utóbbi műsora.
1996-ban megrendezte a Reménysugár című televíziós filmdrámát, szklerodermában elhunyt testvérének történetét feldolgozva és az ő emlékének szentelve. 1998-ban a Bérbosszú Bt. – Megfizetünk, ha megfizetnek című vígjáték rendezője volt, de ezt a közönség és a kritika is negatívan fogadta. Később Amerikában mégis kultuszfilm-státuszba került, amelyben szerepe volt annak, hogy az egyik főszereplő, Artie Lange utóbb a The Howard Stern Show főszereplője lett.
2001-ben a Raising Dad című, egyetlen évadot megélt szituációs komédiában szerepelt. 2006-tól az 1 vs. 100 című vetélkedő műsorvezetője volt két évig. 2005-től 2014-ig az Így jártam anyátokkal című sorozatban volt a főszereplő Ted Mosby jövőbeli énjének, mint narrátornak a hangja. 2007-ben mutatta be az HBO That Ain't Right című egész estés komédiaműsorát, melyet 89 éves korában szívrohamban meghalt apja emlékének ajánlott. 2005 és 2010 között ugyancsak az HBO-n szerepelt a Törtetők című sorozatban, önmaga paródiáját alakítva néhány epizódban visszatérően, valamint a 2015-ben bemutatott filmváltozatban is. 2007-ben megrendezte a Pingvin-show című dokumentumfilm-paródiát.
2009-ben a váratlanul hamar véget ért Surviving Suburbia című sorozatnak lett a főszereplője, ezt követően főként stand up-komikusként lépett fel. 2014-ben Dirty Daddy című könyvével turnézott, az eseményekre többek között Snoop Dogg is elkísérte.
Legutóbbi munkája a Netflix által feltámasztott Bír-Lak, amelyben közel huszonöt év után újra Danny Tanner bőrébe bújt, illetve sorozatbeli kollégájával, John Stamossal az Apa, fia, unokája című sorozatban szerepelt.
2022. január 9-én holtan találtak rá a Florida állambeli Orlandóban található Ritz-Carlton hotelben bérelt szobájában.

## Jótékonysági munkái
Saget a Szkleroderma Kutatási Alapítvány eltökélt támogatója azóta, hogy nővére 47 éves korában, számos félrekezelés után elhunyt a betegség következtében.

## Filmjei
- Telihold Gimi (1981)
- Alkalom szüli az orvost (1987)
- Bír-lak (1987-1995)
- Quantum Leap – Az időutazó (1992)
- Irány a nagyi (1992)
- The Larry Sanders Show (1992-1994)
- Fater, a nagy cserkész (1994)
- Botránytévé (1997)
- Félbetépve (1998)
- Raising Dad (2001-2002)
- Dumb és Dumber – Miből lesz a dilibogyó (2003)
- Madagaszkár (2005)
- Törtetők (2005-2010)
- Így jártam anyátokkal (2005-2014)
- Casper az Ijesztő Iskolában (2006)
- Különleges ügyosztály (2006)
- Pingvin-show (2006)
- Az élet és Tim (2008-2012)
- Esküdt ellenségek: Los Angeles (2011)
- Csajos hármas (2014)
- Törtetők (2015)
- Apa, fia, unokája (2016)
- Level Up Norge (2016-2018)
- Még mindig Bír-lak (2016-2020)
- Shameless – Szégyentelenek (2018)
- Benjamin (2019)